# 雄冬海運
雄冬海運株式会社（おふゆかいうん）は、北海道増毛町に本社のあった海運会社である。増毛町の増毛港と雄冬を連絡する定期航路を運航していた。

## 概要
陸の孤島と呼ばれた雄冬と増毛を連絡する航路は、近代化以降個人事業によって運航されていたが、1957年（昭和32年）に雄冬住民らの出資によって雄冬海運株式会社が設立された。当初は自社船もなく、両島運輸からの用船のほか、個人所有の漁船も使用された。
1959年（昭和34年）、北海道離島航路整備株式会社と国内旅客船公団の共有による、新造船「おふゆ丸」が就航し、通年での安定した運航が行われるようになった。もっとも、33総トンの木造船には過酷な環境であり、1968年（昭和43年）には両島運輸の「第二天羽丸」を譲受し、「新おふゆ丸」と改名の上で就航、「おふゆ丸」を代替した。
1953年（昭和28年）の制定以来、国道231号の雄冬を含む厚田 - 増毛（大別苅）間は交通不能区間であり、1958年（昭和33年）から増毛側から建設工事が進められ、1973年（昭和48年）に歩古丹から大別苅の12kmが開通した後、雄冬 - 歩古丹間は4箇所に上陸基地を設置する難工事を経て、1980年（昭和55年）11月に開通し、雄冬は増毛ないし留萌と道路交通で連絡され、文字通りの「陸の孤島」からは脱出するものの、開通の早かった歩古丹 - 大別苅間はカーブの連続する山道の上、冬期（12月 - 5月）は閉鎖されたため、航路の重要性は変わらなかったが、夏期には週2回、増毛町による無償医療バスが運行されるようになり、雄冬へき地診療所への週1回の医師の派遣が中止された。
続く1981年（昭和56年）11月10日には浜益側の工事も完成し、国道231号が全通したのも束の間、同年12月20日に雄冬岬トンネルで大規模な崩壊が発生、復旧は1983年（昭和58年）12月となり、冬期閉鎖明けの翌1984年（昭和59年）5月15日にようやく開通した。この間、雄冬岬トンネルを迂回する仮道が雄冬住民に開放され、浜益・滝川経由の著しい大回りではあったが、海象の厳しい航路の利用は次第に敬遠されるようになっていった。また、1983年5月には沿岸バスが別苅雄冬線の運行を開始し、増毛町の無償医療バスは廃止された。
1992年（平成4年）4月30日に最終航海を行い、航路は廃止された。同年10月には国道231号の大別苅 - 歩古丹間に大別苅トンネルを主体とする新道が開通し、雄冬 - 増毛間の通年通行が可能となっている。

## 航路
増毛 - 雄冬
26km、所要時間1時間15分。一日1往復（夏期多客期2往復）。
当初は途中、歩古丹、岩尾、毛間振に寄港（艀による）。
雄冬 - 浜益
20km、一日1往復。
1968年に開設された夏期（7 - 8月）運航の観光航路。1971年には廃止されている。

## 船舶
予備船として両島運輸の「第六天羽丸」等が就航したほか、「おふゆ丸」就航前の詳細は不明。
おふゆ丸
1959年7月進水、新北海道造船建造、木造貨客船。北海道離島航路整備と国内旅客船公団の共有船（用船）。
33.30総トン、ディーゼル1基、機関出力120ps、航海速力8.5ノット、旅客定員13名（夏期33名）。
第五北川丸沈没事故を受けて発足した国内旅客船公団の第一船であり、北海道離島航路整備の第一船でもあった。
新おふゆ丸
1959年9月進水、下田船渠建造。鋼製貨客船。もと浜益海運「はまます丸」→両島運輸「第二天羽丸」。
78.33総トン、ディーゼル1基、機関出力320ps、航海速力11.00ノット、旅客定員80名。
「おふゆ丸」・両島運輸「天羽丸」に続いて建造された北海道離島航路整備の第三船。
30余年にわたり、一貫して北海道の沿岸航路に従事した。
幸進丸
1953年10月進水、木造貨客船。用船。
29.87総トン、ディーゼル1基、機関出力40ps、航海速力11ノット、旅客定員40名。
季節運航の浜益航路に就航。